# Estrella binaria espectroscópica

Animación de una estrella binaria de tipo Algol.

Una binaria espectroscópica es una estrella binaria en donde las dos componentes están tan próximas entre sí, o tan alejadas de la Tierra,  que no pueden ser resueltas con la vista, ni siquiera utilizando poderosos telescopios. Sin embargo, su naturaleza binaria puede establecerse por el desplazamiento Doppler de sus líneas espectrales.
Al girar sobre el centro de masas común, la estrella sucesivamente se acerca y se aleja de la línea de visión. Este movimiento genera en el espectro combinado de las dos estrellas una oscilación regular o desdoblamiento de sus líneas espectrales. Las binarias espectroscópicas con líneas dobles presentan dos conjuntos de líneas que oscilan con fases opuestas, cada uno correspondiente a una estrella. Las binarias espectroscópicas con una serie de líneas muestran la oscilación de un único grupo de líneas, debido a que la estrella secundaria es muy tenue.
Mizar A fue la primera binaria espectroscópica descubierta en 1889 por Edward Charles Pickering. Su período orbital es de 20,5 días y ambas componentes son aproximadamente igual de luminosas. En la siguiente tabla se recogen algunas de las binarias espectroscópicas más conocidas:
| Nombre             | Denominación de Bayer | Período orbital | Variable Eclipsante |
| ------------------ | --------------------- | --------------- | ------------------- |
| Deneb Algedi       | δ Capricorni          | 1,02278 días    | Si                  |
| Menkalinan         | β Aurigae             | 3,9600 días     | Si                  |
| BD +36 3317        |                       | 4,30216 días    | Si                  |
| Zeta Centauri      | ζ Centauri            | 8,024 días      | No                  |
| Subra              | ο Leonis              | 14,5 días       | No                  |
| Mizar A            | ζ Ursae Majoris       | 20,5 días       | No                  |
| Kappa Velorum      | κ Velorum             | 116,65 días     | No                  |
| Mufrid             | η Bootis              | 494 días        | No                  |
| Furud              | ζ Canis Majoris       | 675 días        | No                  |
| Rehla              | τ Puppis              | 1066 días       | No                  |
| Talitha Borealis A | ι Ursae Majoris       | 4028 días       | No                  |
| Alhena             | γ Geminorum           | 12,6 años       | No                  |